# ツノナガコブシ
ツノナガコブシ (Leucosia anatum) は、エビ目カニ下目コブシガニ科に分類されるカニ。比較的浅い近海の砂浜に生息する小型のカニで食用にはならない。

## 特徴
甲幅は約2-5cmと小さく、やや菱形の丸い形をしており、前方に角が伸びたような独特の形状をしている。甲羅の色は深緑色から褐色で小さな白い斑紋が左右対称に入る。一見すると目や口がどこにあるのか分からない。脚は褐色と白のストライプになっており甲羅に対して鮮やかである。
砂浜などの海底に棲み、ときに潮干狩りの際や干潟などで見かけることもある。触るとひっくり返ったり逆立ちをしたりして、死んだふりをする。また、その態勢からしばらく動かないこともある。

## 生態写真

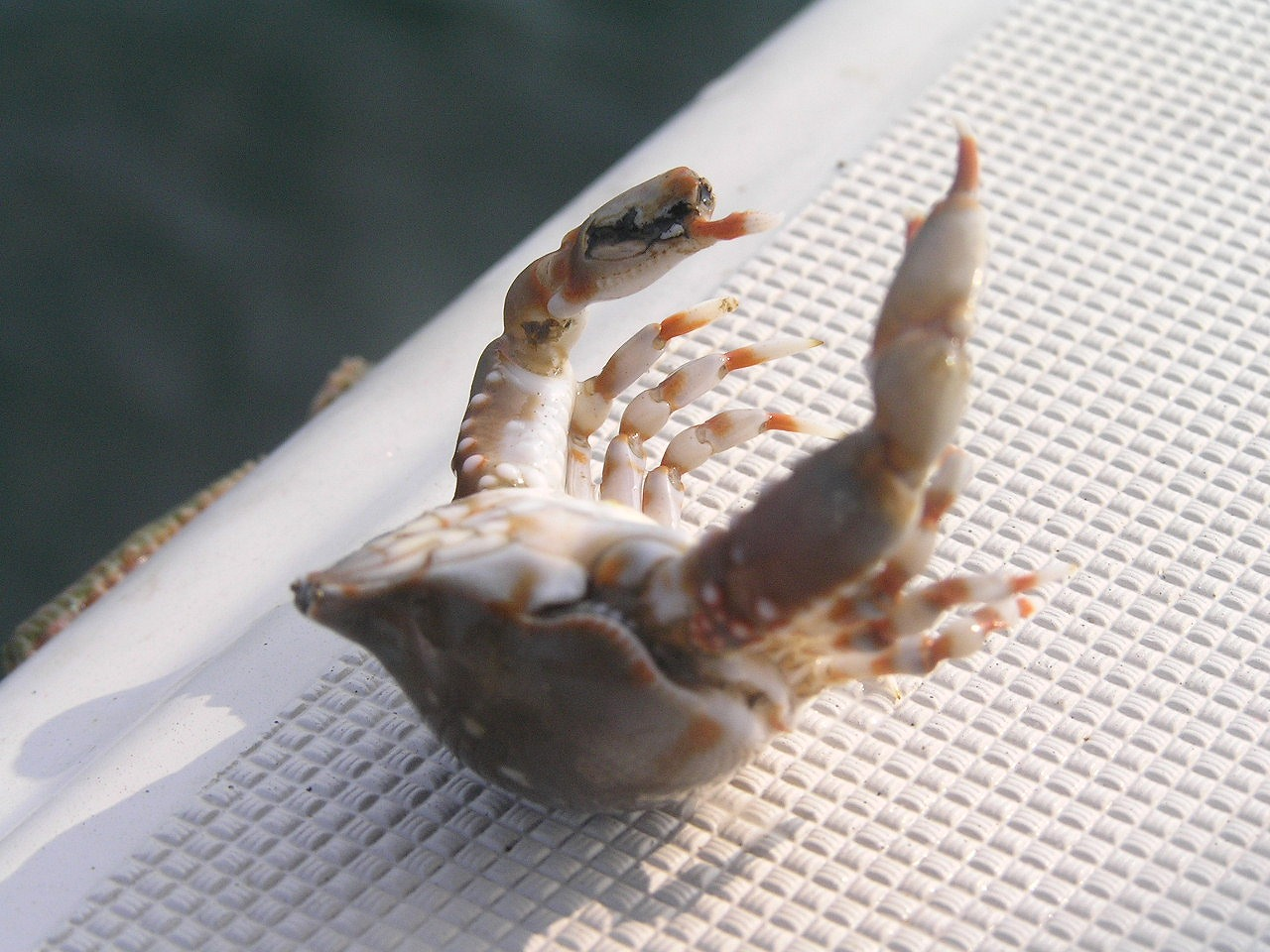
触るとひっくり返り死んだふりをする
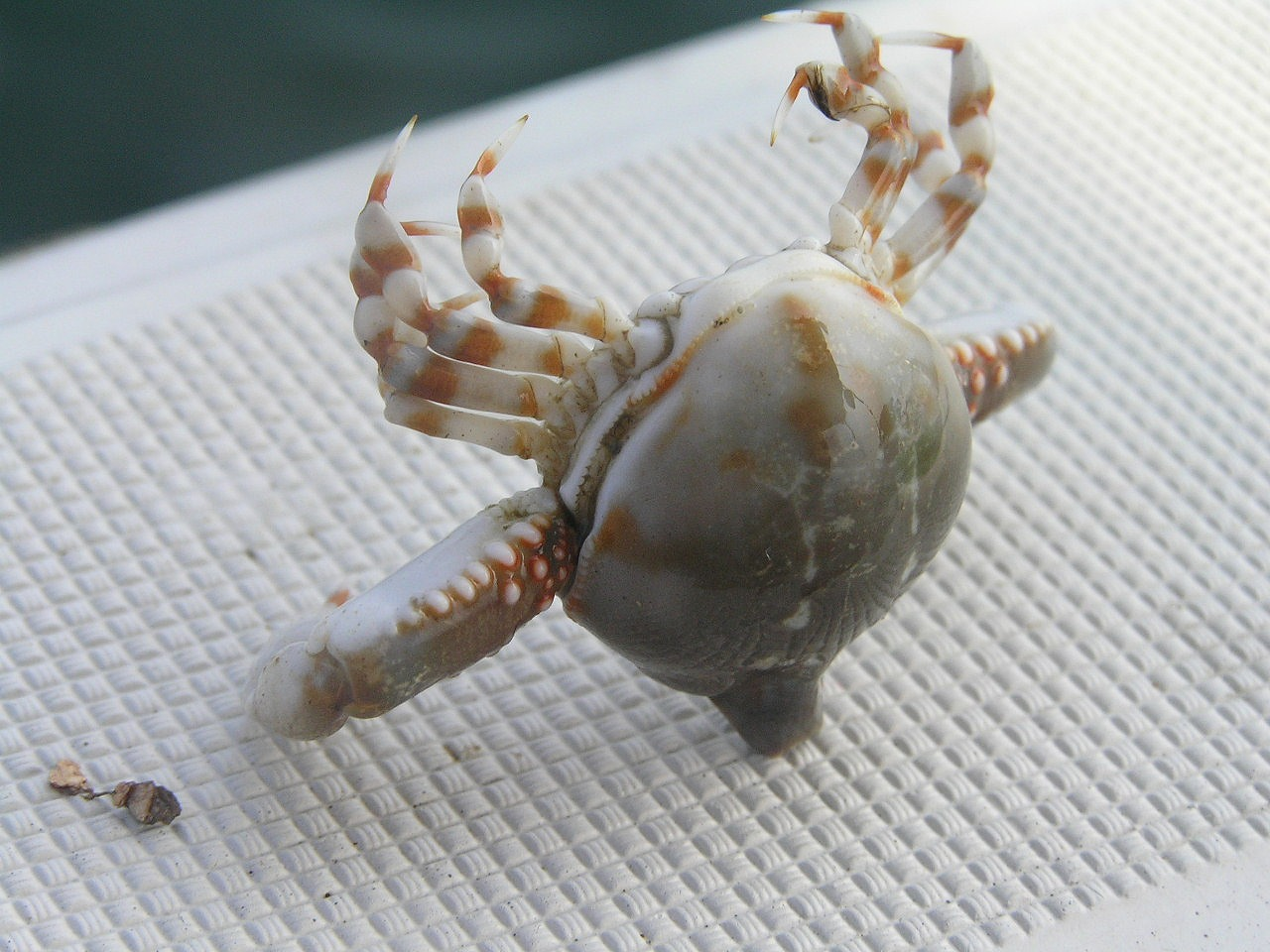
逆立ちをするツノナガコブシ